# Gertrude Baines

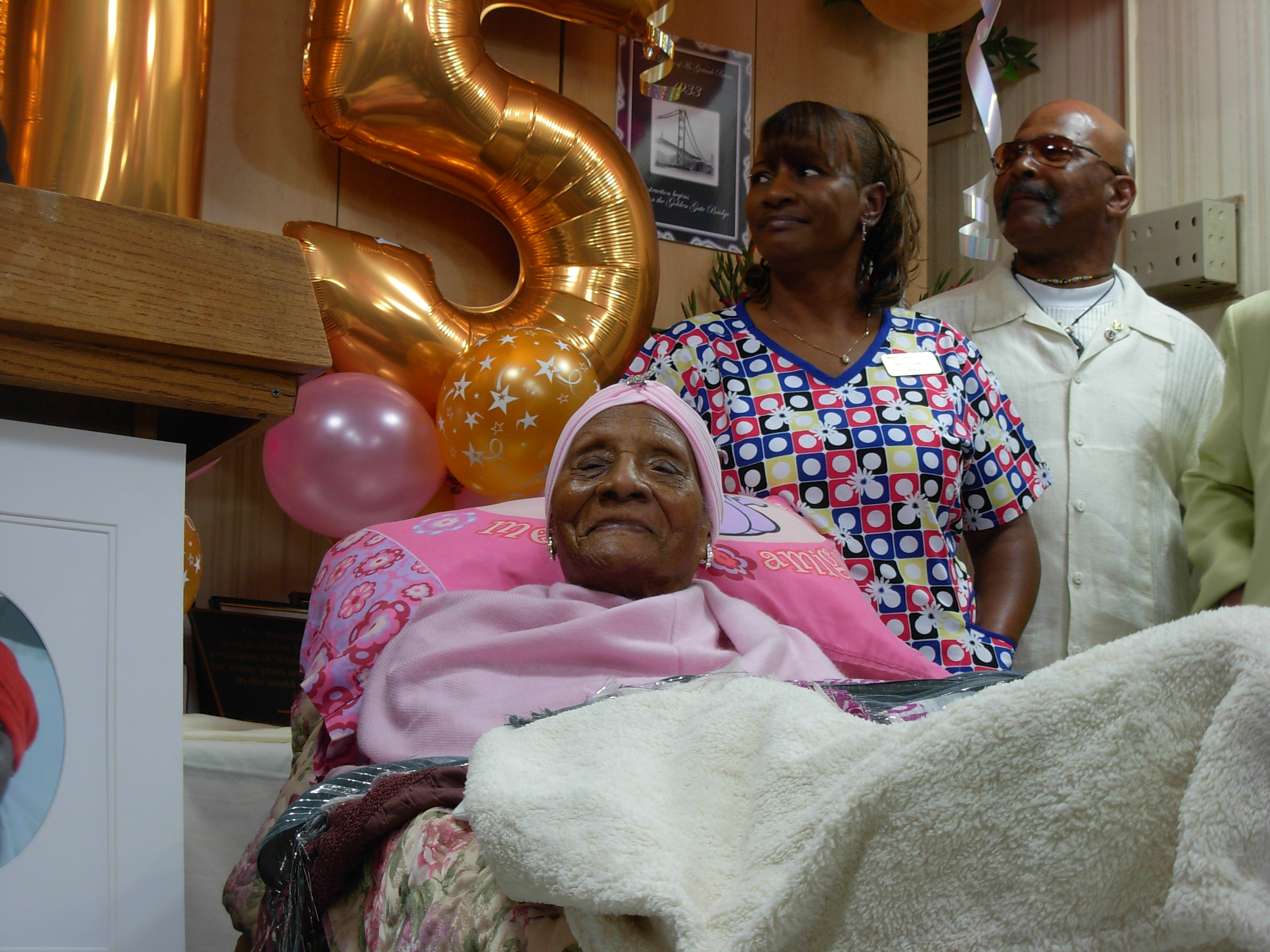
Gertrude Baines an ihrem 115. Geburtstag in Los-Angeles

Gertrude Baines (* 6. April 1894 in Shellman, Georgia; † 11. September 2009 in Los Angeles, Kalifornien) war eine US-amerikanische Supercentenarian und vom 2. Januar 2009 bis zu ihrem Tod der älteste lebende Mensch.

## Leben
Baines war die dritte Tochter des in Sklaverei geborenen Jordan Baines (1863–1921) und Amelia „Amy“ (Daniel) Baines. In jungen Jahren heiratete sie Sam Conly, ihre 1909 geborene Tochter Annabelle starb mit 18 Jahren an Typhus. 1920 lebte Baines in Hartford, Connecticut, später zog sie nach Ohio und arbeitete dort als Magd an der Ohio State University. Davor war sie Haushälterin. Zuletzt zog sie nach Kalifornien.
Bis zum Alter von 105 lebte sie selbständig, ihre letzten Jahre verbrachte sie im Altenheim Western Convalescent Home in Jefferson Park, einem Stadtteil von Los Angeles. Kurz vor ihrem 115. Geburtstag wurde Baines in einem Krankenhaus wegen Dehydrierung behandelt, erholte sich jedoch schnell. Außer Arthritis und Angewiesenhein auf den Rollstuhl erfreute sich Baines bis zum Alter von 115 Jahren guter Gesundheit. Sie sagte, sie liebe es, nichts zu tun außer essen und schlafen und hätte nichts dagegen, noch 100 Jahre zu leben. Baines starb mit 115 Jahren und 158 Tagen an Nierenversagen und wurde auf dem Inglewood Park Cemetery begraben. Laut eigener Aussage verdankte sie ihr hohes Alter Gott sowie der Tatsache, dass sie nie geraucht, Alkohol getrunken oder „etwas Dummes getan“ habe.
Baines beteiligte sich nur zweimal an Präsidentschaftswahlen: 1960 stimmte sie nach eigener Aussage für John F. Kennedy, 2008 (mit 114 Jahren) für Barack Obama.

## Alter
Am 11. November 2008 wurde Baines zur ältesten Person aller Zeiten aus dem US-Bundesstaat Georgia. Nach dem Ableben ihrer Landsfrau Edna Parker am 28. November 2008 wurde Baines zur ältesten lebenden Amerikanerin sowie zum zweitältesten lebenden Menschen. Acht Tage später wurde sie in Folge des Todes Catherine Hagels zur letzten im Jahr 1894 geborenen Person. Ab Maria de Jesus’ Tod am 2. Januar 2009 war Gertrude Baines der älteste lebende Mensch. Am 6. April 2009 feierte Baines als einundzwanzigste Person jemals erwiesenermaßen ihren 115. Geburtstag, wiederum acht Tage später stieg sie in die Top 20 ein. Zum Zeitpunkt ihres Todes belegte sie Platz zwölf, darunter war sie die sechstälteste US-Amerikanerin. Ältester lebender Mensch wurde nach ihrem Tod die Japanerin Kama Chinen. Im November 2023 belegte Baines Platz 44 der Liste der ältesten Menschen.